# Maria José da Costa
Maria José da Costa  ist eine Politikerin aus Osttimor. Sie ist Mitglied der FRETILIN. Von 2000 bis 2001 war sie Vize-Koordinatorin der Partei.
Costa wurde bei den Wahlen 2001 auf Platz 24 der FRETILIN-Liste in die Verfassunggebende Versammlung gewählt, aus der mit der Entlassung in die Unabhängigkeit am 20. Mai 2002 das Nationalparlament Osttimors wurde. In der Versammlung wurde Costa Mitglied des Themenkomitees I und des Komitees zur Systematisierung und Harmonisierung. Bei den Parlamentswahlen in Osttimor 2007 trat Costa auf Platz 32 der FRETILIN-Liste an, die Partei erhielt aber nur 21 der 65 Sitze im Parlament. 2012 trat sie nicht mehr an.